# Stoenești (Olt)
Stoeneşti è un comune della Romania di 2 369 abitanti, ubicato nel distretto di Olt, nella regione storica dell'Oltenia.